# DeWitt Clinton
DeWitt Clinton (ur. 1769, zm. 1828) – amerykański polityk.

## Życiorys
DeWitt Clinton urodził się w 1769 roku. Jego ojcem był James Clinton, przyrodnim bratem James Graham Clinton, stryjem George Clinton, a bratem George Clinton. Ukończył Columbia College w 1786 roku, studiował prawo, pracował jako prawnik w Nowym Jorku. W latach był prywatnym sekretarzem gubarnatora stanu Nowy Jork.
Od 9 lutego 1802 do 4 listopada 1803 roku pełnił funkcję senatora po rezygnacji z mandatu przez Johna Armstronga. Następnie do 1807 roku był burmistrzem Nowego Jorku, pełnił tę funkcję także od 1808 do 1810 i w 1815 roku. Jako burmistrz założył Historical Society of New York i Academy of Fine Arts. Od 1811 do 1813 roku pełnił natomiast funkcję gubernatora-porucznika stanu Nowy Jork. Jako kandydat Partii Federalistycznej bez powodzenia kandydował w 1812 roku na prezydenta. Od 1808 do 1825 roku zasiadał we władzach nowojorskiego uniwersytetu. W 1809 roku zasiadał w komisji wytyczającej przebieg kanału łączącego jezioro Erie i Hudson River. W latach 1817–1821 i 1825-1828 gubernator stanu Nowy Jork.
Zmarł w Albany 11 lutego 1828 roku.